# Madagascar: Escape 2 Africa (игра)
Madagascar: Escape 2 Africa — компьютерная игра в жанре action по мотивам мультфильма «Мадагаскар 2». Игра выпущена для платформ PlayStation 2, PlayStation 3, Xbox 360, Windows, Nintendo DS и Wii студией Toys for Bob.

## Критика
| Сводный рейтинг    | Сводный рейтинг                            |
| Агрегатор          | Оценка                                     |
| ------------------ | ------------------------------------------ |
| GameRankings       | 67,36 % (Wii) 65,48 % (X360) 63,36 % (PS3) |
| Иноязычные издания |                                            |
| Издание            | Оценка                                     |
| GameZone           | 7,2                                        |
| IGN                | 4,7                                        |
| Guardian           | [ 6 ]                                      |

Игра получила смешанные отзывы. На Metacritic версия Madagascar 2: Escape From Africa для PS3 получила 58 баллов из 100, а версия для Xbox 360 — 63 балла из 100.
Рецензент GameSpot Том Шеа назвал игру «весёлой», а персонажей — «смешными», однако раскритиковал игру за слишком низкую сложность и неуместность озвучки некоторых персонажей. Райан Клементс, рецензент IGN, оценил игру в 4,7 баллов из 10, раскритиковав скучный игровой процесс и плохую анимацию персонажей.